# Snoekjesbrug
De Snoekjesbrug (brug 289) is een vaste brug in Amsterdam-Centrum.
De verkeersbrug is gelegen over de Snoekjesgracht en ligt in het verlengde van de Snoekjessteeg. De brug ligt op de helft van de toch al korte gracht. Aan de zuidwestkant van de brug staat een aantal gemeentelijke en rijksmonumenten. Aan de andere drie zijden van de brug staat relatieve nieuwbouw.
Er ligt hier al eeuwen een brug. Pieter Bast tekende hier al een ophaalbrug in op zijn plattegrond uit 1599. Bekend is dat de naamgever van brug, gracht en steeg Jan Pieters Snoeck hier in 1595 zijn huis liet bouwen. De brug is ook te zien op de kaart van Balthasar Florisz. van Berckenrode uit 1625. Gerrit de Broen noemde de brug in 1737 al de Snoekjes Brug (ook dan een ophaalbrug), de steeg Snoekjes Steeg. In 1847 werd die houten brug vervangen, aldus een aanbesteding in januari van dat jaar. De huidige brug stamt vermoedelijk uit 1888 toen de gemeente Amsterdam een aanbesteding uitschreef voor "Het vernieuwen en verbreeden van de vast brug no. 289, inclusief de levering van benodigde materialen". Voor informatie kon de biedende aannemer contact opnemer met de Stads-ingenieur van de Stadstimmertuin, dat zou best eens Bastiaan de Greef geweest kunnen zijn. De brug is na 1959 nog een keer grondig verbouwd, maar behield haar 19e-eeuwse uiterlijk.

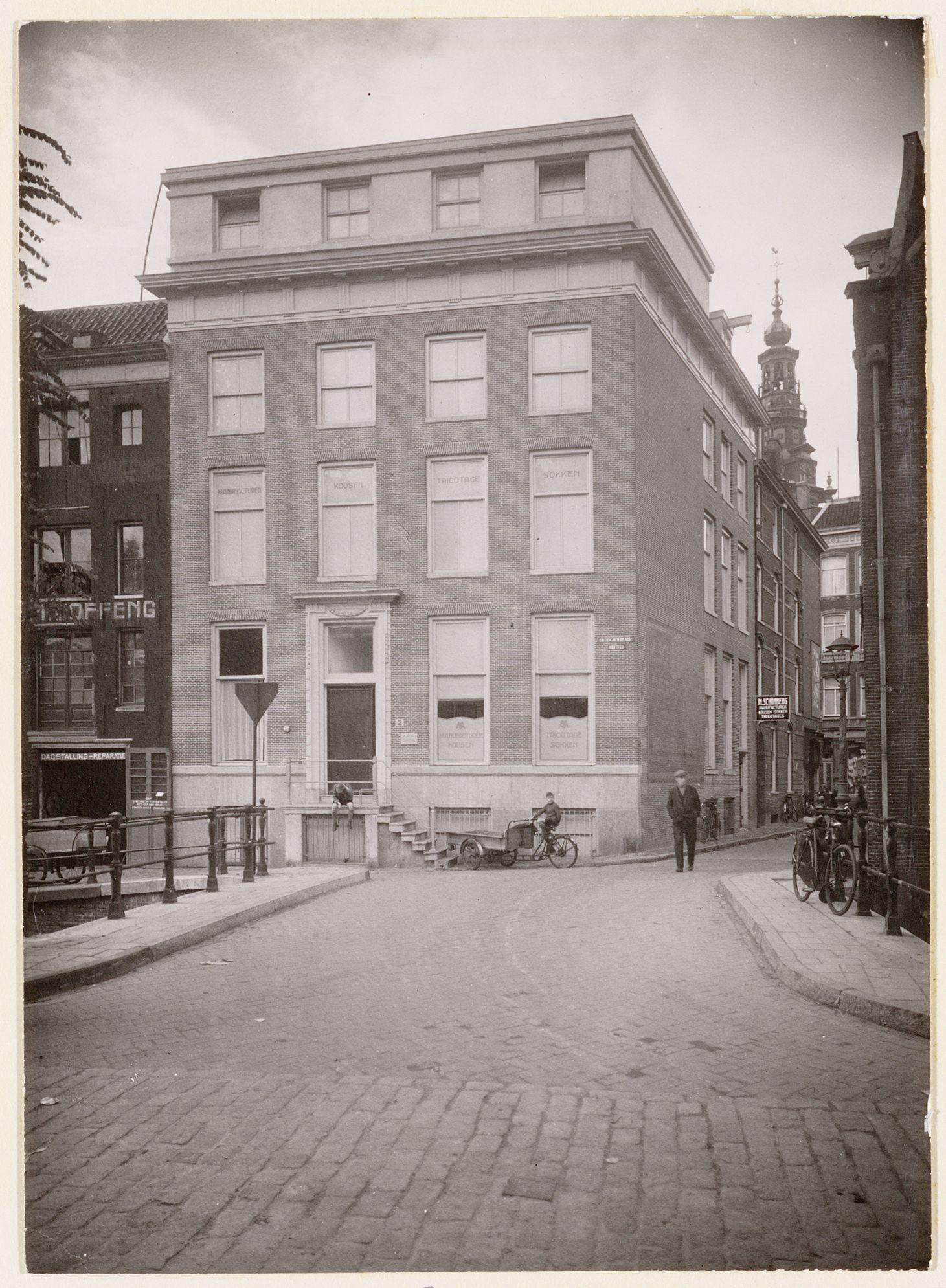
Snoekjesbrug (1938)

<<< · 200 · 201 · 202 · 203 · 204 · 205 · 206 · 207 · 208 · 209 ·  210 · 211 · 212 · 213 · 214 · 215 · 216 · 217 · 218 · 220 · 221 · 222 · 223 · 224 · 225 · 226 · 227 · 228 · 228P · 229 · 230 · 231 · 232 · 233 · 234 · 235 · 236 · 237 · 238 · 239 ·  240 · 241 · 242 · 243 · 244 · 245 · 246 · 247 · 248 · 249 ·  250 · 251 · 252 · 253 · 254 · 255 · 256 · 257 · 258 · 259 · 260 · 261 · 262 · 263 · 264 · 265 · 266 · 267 · 270 · 271 · 272 · 273 · 274 · 275 · 277 · 278 · 279 · 280 · 281 · 283 · 285 · 286 · 287 · 288 · 289 · 290 · 291 · 292 · 293 · 295 · 296 · 297 · 298 · 299 · >>>
Brugnummers 219, 268, 269, 276, 282, 284, 294 zijn niet (meer) in omloop.